# Great Eastern
El Great Eastern (Gran Oriental) va ser un vaixell britànic construït en ferro i botat el 1858. Tenia 211 metres d'eslora i era capaç de viatjar a 13 nusos (24 km/h) i transportar a 3500 persones. Quan va ser construït era cinc vegades més gran que qualsevol altre vaixell de la seva època. Tenia una hèlix i dues rodes de pales, i portava suficient carbó per viatjar des d'Europa fins a Austràlia sense reabastir-se. Va fracassar com creuer de línia però el 1866 va tendir amb èxit el primer cable transatlàntic operatiu.